# マカロック郡 (テキサス州)
マカロック郡（マカロックぐん、英: McCulloch County）は、アメリカ合衆国テキサス州の中央部、エドワーズ高原に位置する郡である。テキサス州の地理重心が郡内にある。2010年国勢調査での人口は8,283人であり、2000年の8,205人から1.0%増加した。郡庁所在地はブレイディ市（人口5,528人）であり、同郡で人口最大の都市でもある。マカロック郡は1854年に設立され、郡名はテキサス・レンジャー隊員で、南軍の将軍を務めたベンジャミン・マカロックに因んで名付けられた。

## 年譜
- 紀元前5000年 - 西暦1500年、マカロック郡となった地域の最初の住人はインディアンだった。後に名前の分かっている部族はトンカワ族、リパン・アパッチ族、コマンチ族、タワコニ族である[4]
- 1788年、ホセ・マレスがサンアントニオからサンタフェまでの遠征を行った[5]
- 1831年11月21日、ブレイディの町の近くで、ジェームズ・ボウイなどの集団が164人のカド族とリパン族に囲まれて1昼夜動けなくなった。80人の戦士が殺されたインディアンが撤退した[6]
- 1852年、インディアンから開拓者を守るために、キャンプ・サンサバが設立された[7]
- 1856年、テキサス州第6議会がベア郡の一部からマカロック郡を設立し、ベンジャミン・マカロックに因んで郡名を付けた[4]
- 1876年、ボカ・ウォーターヒル・ミルが建設された[8]
- 1880年、D・F・ヘイズが郡で最初の新聞である「ブレイディ・センティネル」を創刊した。後にR・B・ボイルが発行する「ハート・オブ・テキサス・ニューズ」に吸収された [4]
- 1886年-1912年、スウェーデン人移民の集落であるイーストスウェーデン[9]とウェストスウェーデン[10]およびメルビンが設立された[11]
- 1897年-1910年、「ブレイディ・エンタープライズ」別名「マカロック・カウンティ・エンタープライズ」は出版された[4]
- 1899年、砂岩造りの郡庁舎が建設された。ロマネスク復古調のこの建物はマーティン・アンド・ムーディが設計した[12]
- 1900年、T・F・ハーウェルが「ミルバーン・メッセンジャー」を偏執した。綿花が郡内の主要産品になった[4]
- 1903年、フォートワース・アンド・リオグランデ鉄道が郡内を通った[4]
- 1904年-1907年、W・D・カリーが「マーキュリー・マスコット」を出版した[4]
- 1906年-1910年、「マカロック・カウンティ・スター」が出版された[4]
- 1909年、F・W・シュウェンカーが編集する「ブレイディ・スタンダード」が発行された。1910年には「マカロック・カウンティ・スター」と「ブレイディ・エンタープライズ」を吸収した[4]
- 1909年、W・D・コーワンが「ロシェル・レコード」を発刊した[4]
- 1915年、「メルビン・ラスラー」が出版を始めた[4]
- 1917年、J・マービン・ハンターが「メルビン・エンタープライズ」を創刊した[4]
- 1920年代、マカロック郡は「宇宙の七面鳥センター」を自称し、毎年ターキー・トロットを開催した[4]
- 1923年、J・マービン・ハンターがメルビンで「フロンティア・タイムズ」を創刊し、後にバンデラに移転した[13]
- 1923年、ロデオの演技者かつ興業者のダン・テイラーが郡内ドールで生まれた。2010年にドールで死去した[14]
- 1930年代、郡内の農場の60%が借地農場となり、最高値を記録した[4]
- 1932年、コロラド川が洪水となり、水位は62.2フィート (19.0 m) になった[4]
- 1938年、ブレイディ・クリークが洪水となり、水位は29.1フィート (8.9 m) になった。サンサバ川 が洪水となり、水位は39.8フィート (12.1 m) になった[15]
- 1941年、カーティス飛行場が操縦士学校として80人の学生を抱えて開設された。名称はブレイディ市長のハリー・L・カーティスから採られた[16]
- 1943年、戦争捕虜収容所が郡内に設営され、エルヴィン・ロンメルのドイツアフリカ軍団、S.S.およびゲシュタポの隊員が収容された[4]
- 1946年、クロケット州立学校が元戦争捕虜収容所跡地を譲り受け、非行黒人少女の訓練学校として使った[17]
- 1954年-1960年、郡内の洪水制御のために、48の制御構造物が設置された[4]
- 1963年、ブレイディ・クリーク貯水池が建設され、サンサバ川の洪水制御に一部使われるようになった[18]。観光客向けにマカロック郡がテキサス州の地理中心であることを示す情報板が置かれた[19]

## 地理
アメリカ合衆国国勢調査局に拠れば、郡域全面積は1,073平方マイル (2,779 km2)であり、このうち陸地1,069平方マイル (2,7698 km2)、水域は4平方マイル (10 km2)で水域率は0.38%である。

### 主要高規格道路
- アメリカ国道87号線
- アメリカ国道190号線
- アメリカ国道283号線
- アメリカ国道377号線
- テキサス州道71号線

### 隣接する郡
- コールマン郡 - 北
- ブラウン郡 - 北東
- サンサバ郡 - 東
- メーソン郡 - 南
- メナード郡 - 南西
- コンチョ郡 - 西

## 人口動態
以下は2000年の国勢調査による人口統計データである。
| 基礎データ - 人口: 8,205人 - 世帯数: 3,277 世帯 - 家族数: 2,267 家族 - 人口密度: 3人/km2（8人/mi2） - 住居数: 4,184軒 - 住居密度: 2軒/km2（4軒/mi2） 人種別人口構成 - 白人: 84.64% - アフリカン・アメリカン: 1.57% - ネイティブ・アメリカン: 0.26% - アジア人: 0.17% - 太平洋諸島系: 0.01% - その他の人種: 11.71% - 混血: 1.63% - ヒスパニック・ラテン系: 27.04% 年齢別人口構成 - 18歳未満: 26.6% - 18-24歳: 6.6% - 25-44歳: 22.9% - 45-64歳: 24.3% - 65歳以上: 19.5% - 年齢の中央値: 40歳 - 性比（女性100人あたり男性の人口） - 総人口: 90.1 - 18歳以上: 86.0 | 世帯と家族（対世帯数） - 18歳未満の子供がいる: 30.7% - 結婚・同居している夫婦: 55.3% - 未婚・離婚・死別女性が世帯主: 10.2% - 非家族世帯: 30.8% - 単身世帯: 28.2% - 65歳以上の老人1人暮らし: 15.8% - 平均構成人数 - 世帯: 2.47人 - 家族: 3.01人 収入と家計 - 収入の中央値 - 世帯: 25,705米ドル - 家族: 30,783米ドル - 性別 - 男性: 25,844米ドル - 女性: 18,337米ドル - 人口1人あたり収入: 14,579米ドル - 貧困線以下 - 対人口: 22.5% - 対家族数: 17.3% - 18歳未満: 28.4% - 65歳以上: 21.5% |

## 都市と町
- ブレイディ - 郡庁所在地
- メルビン

### 未編入の町
- ドール
- ファイフ
- ローン
- マーキュリー
- ペアバレー
- ロシェル
- ボカ

## 教育
マカロック郡の公共教育は下記の独立教育学区が管轄している。
- ブレイディ独立教育学区、小部分がコンチョ郡内
- ローン独立教育学区
- メーソン独立教育学区、大半はメーソン郡内、小部分がキンブル、メナード、サンサバ各郡内
- ロシェル独立教育学区

## 政府の機関
1947年、テキサス州がマカロック郡内ブレイディ近くにあった戦争捕虜収容所の跡地に、黒人少女のためのブレイディ州立学校を開校した。用地はアメリカ合衆国政府から借用していた。1950年、テキサス州はこれをクロケット州立学校に代えた。